# Marco Ruben
Marco Ruben, né le 26 octobre 1986 à Capitán Bermúdez (Santa Fe), est un ancien footballeur international argentin évoluant au poste d'avant-centre entre 2004 et 2022.

## Biographie
Arrivé en janvier 2008 au Villarreal CF en Espagne, il est immédiatement prêté les 18 mois suivants au Recreativo de Huelva, où il inscrit 7 buts en 43 matchs de championnat. De retour au sous-marin jaune, il ne joue qu'en équipe réserve les six premiers mois de la saison 2009-2010.
Il honore son unique sélection en équipe d'Argentine le 5 juin 2011 en match amical face à la Pologne. Ruben inscrit le but de l'égalisation en début de seconde période mais ne pourra empêcher la défaite 2-1 de l'Albiceleste.
Le 11 juillet 2012 il part au Dynamo Kiev à la suite du dégraissage d'effectif de Villarreal relégué en Liga Adelante.
En manque de jeu avec Kiev, il est prêté pour une saison à l'Évian Thonon Gaillard pour la saison 2013/2014 puis au Tigres du Mexique et enfin au Rosario Central, son club formateur, en 2015 où il finit meilleur buteur du championnat d'Argentine avec 21 buts.